# Orceana Calcio 1985-1986
Questa voce raccoglie le informazioni riguardanti l'Orceana Calcio nelle competizioni ufficiali della stagione 1985-1986.

## Rosa
| N. |                   | Ruolo | Calciatore            |
| -- | ----------------- | ----- | --------------------- |
|    | Italia (bandiera) | C     | Ilario Anzoni         |
|    | Italia (bandiera) | C     | Giorgio Ballini       |
|    | Italia (bandiera) | A     | Giuliano Bocchio      |
|    | Italia (bandiera) | C     | Stefano Boreatti      |
|    | Italia (bandiera) | A     | Oliviero Borra        |
|    | Italia (bandiera) | C     | Marino Bracchi        |
|    | Italia (bandiera) | A     | Corrado Cortesi       |
|    | Italia (bandiera) | D     | Gianfranco Gervasi    |
|    | Italia (bandiera) | C     | Roberto Grigis        |
|    | Italia (bandiera) | D     | Luigi Paolo Intrepido |

| N. |                   | Ruolo | Calciatore      |
| -- | ----------------- | ----- | --------------- |
|    | Italia (bandiera) | D     | Agostino Lameri |
|    | Italia (bandiera) | D     | Fabio Padovani  |
|    | Italia (bandiera) | P     | Sergio Pezzi    |
|    | Italia (bandiera) | C     | Ezio Sarasini   |
|    | Italia (bandiera) | D     | Alfredo Savoldi |
|    | Italia (bandiera) | A     | Antonio Scotti  |
|    | Italia (bandiera) | P     | Maurizio Spelta |
|    | Italia (bandiera) | C     | Maurizio Troli  |
|    | Italia (bandiera) | D     | Renato Villa    |